# Ermitage rupestre de San Vicente
L'ermitage rupestre de San Vicente (en espagnol : Eremitorio rupestre de San Vicente) est un petit ermitage rupestre d'origine wisigothique situé à Cervera de Pisuerga, dans la province de Palencia, en Castille-et-León.

## Description
Creusé dans le roc entre le VIIIe et le IXe siècle, l'ermitage est entouré d'une nécropole constituée de tombes excavées dans la roche, de type anthropomorphe. L'ermitage et la nécropole devaient faire partie d'un petit complexe monastique qui a disparu à l'exception de la roche.
L'ermitage est définitivement abandonné au XIXe siècle.

## Galerie

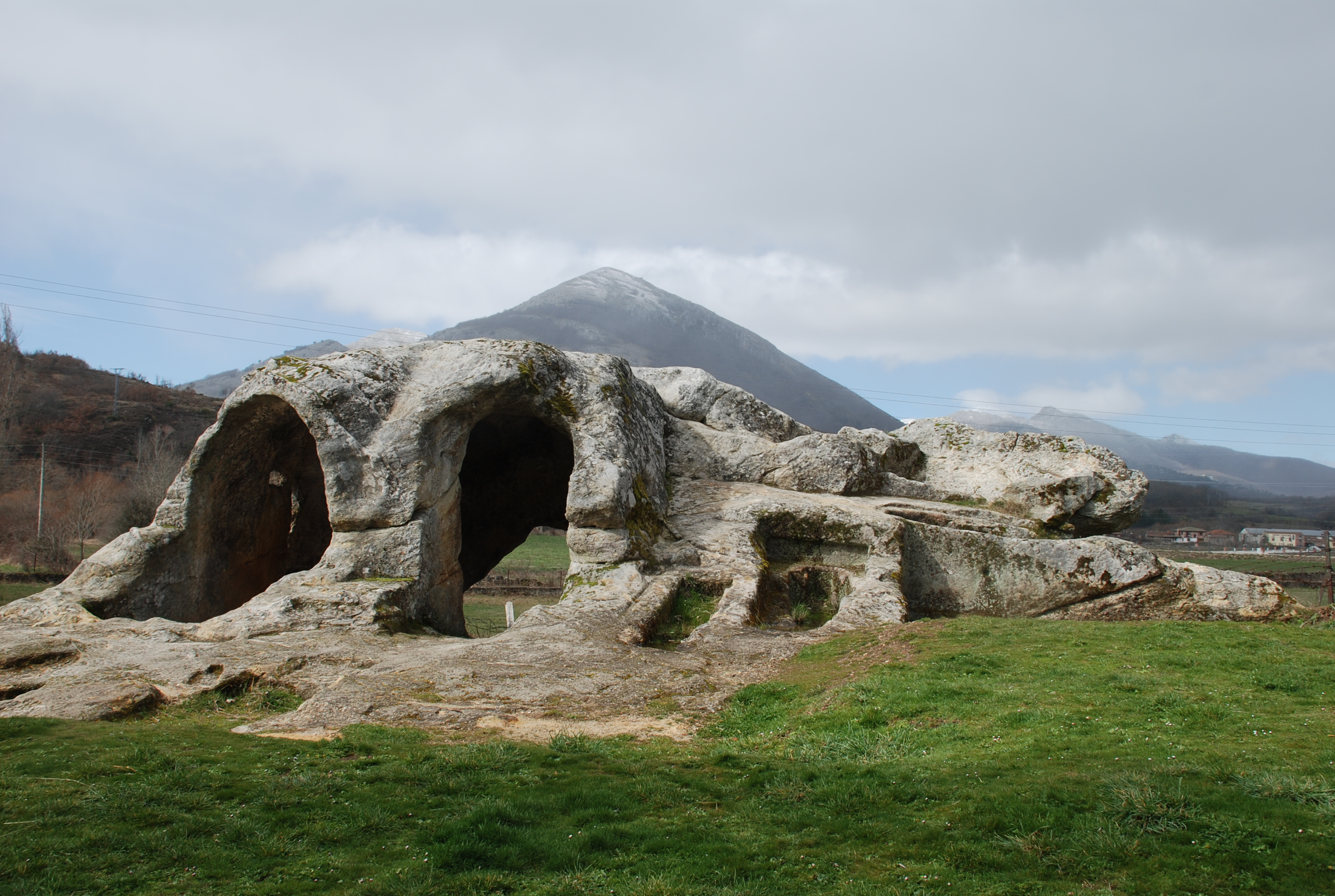
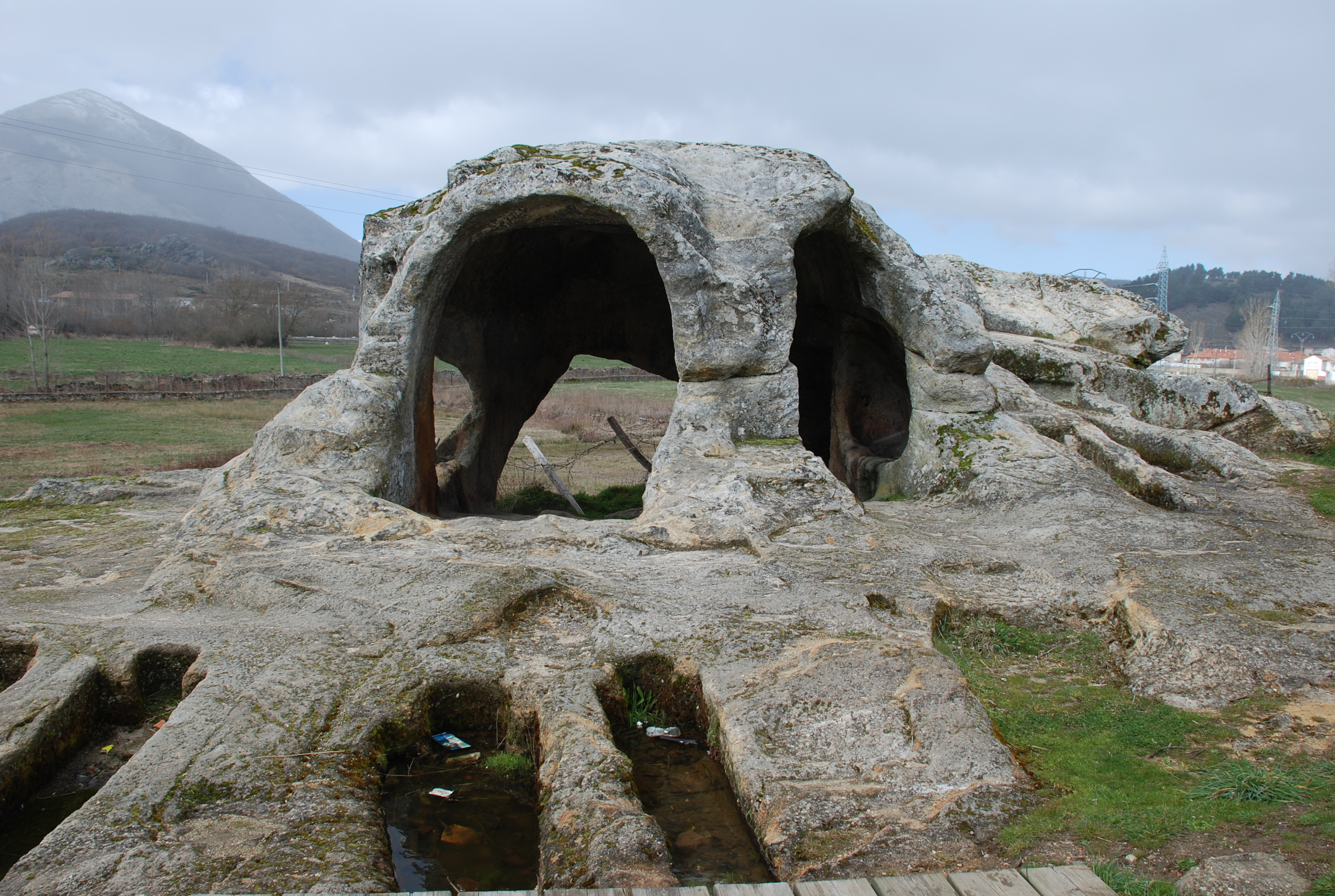
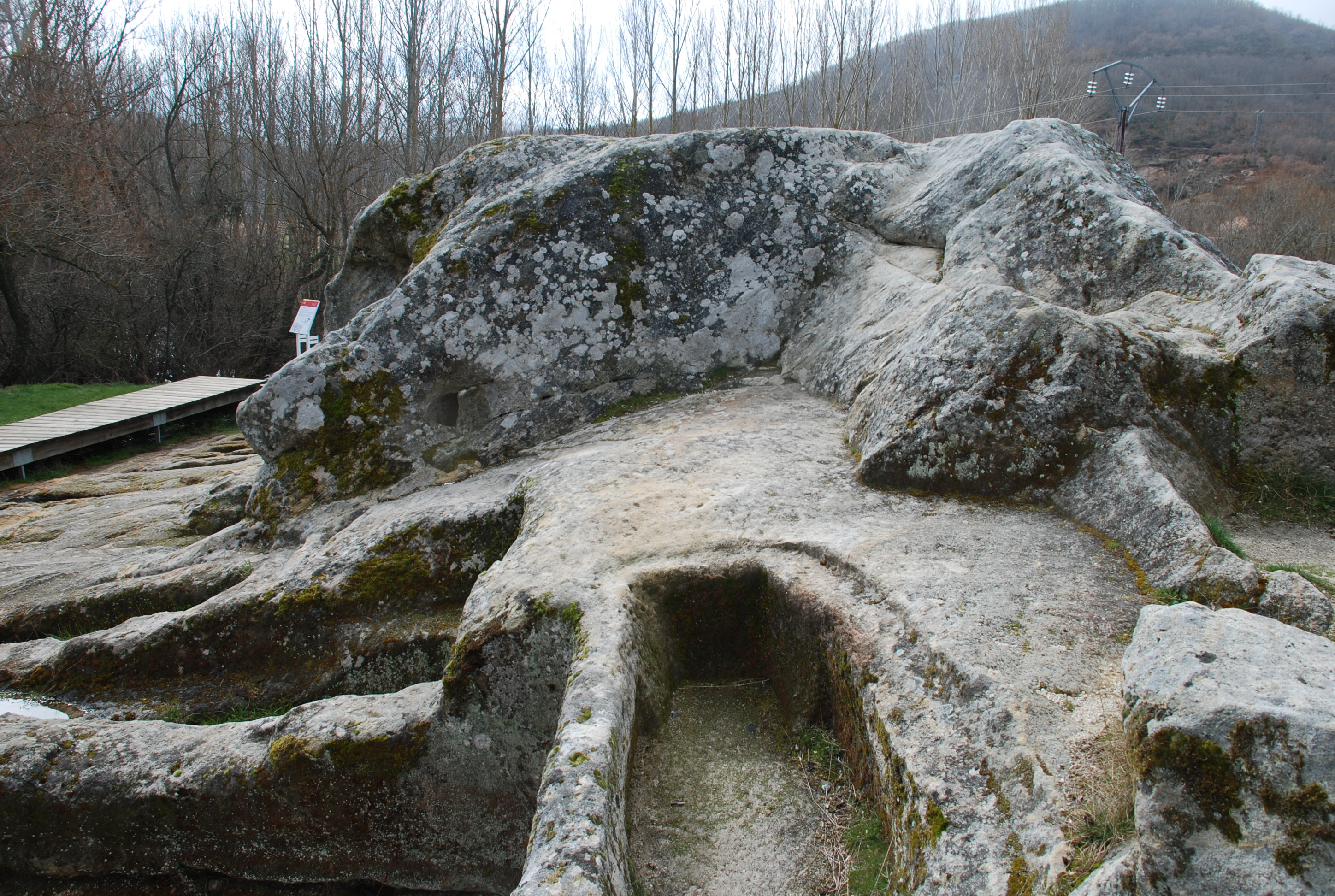
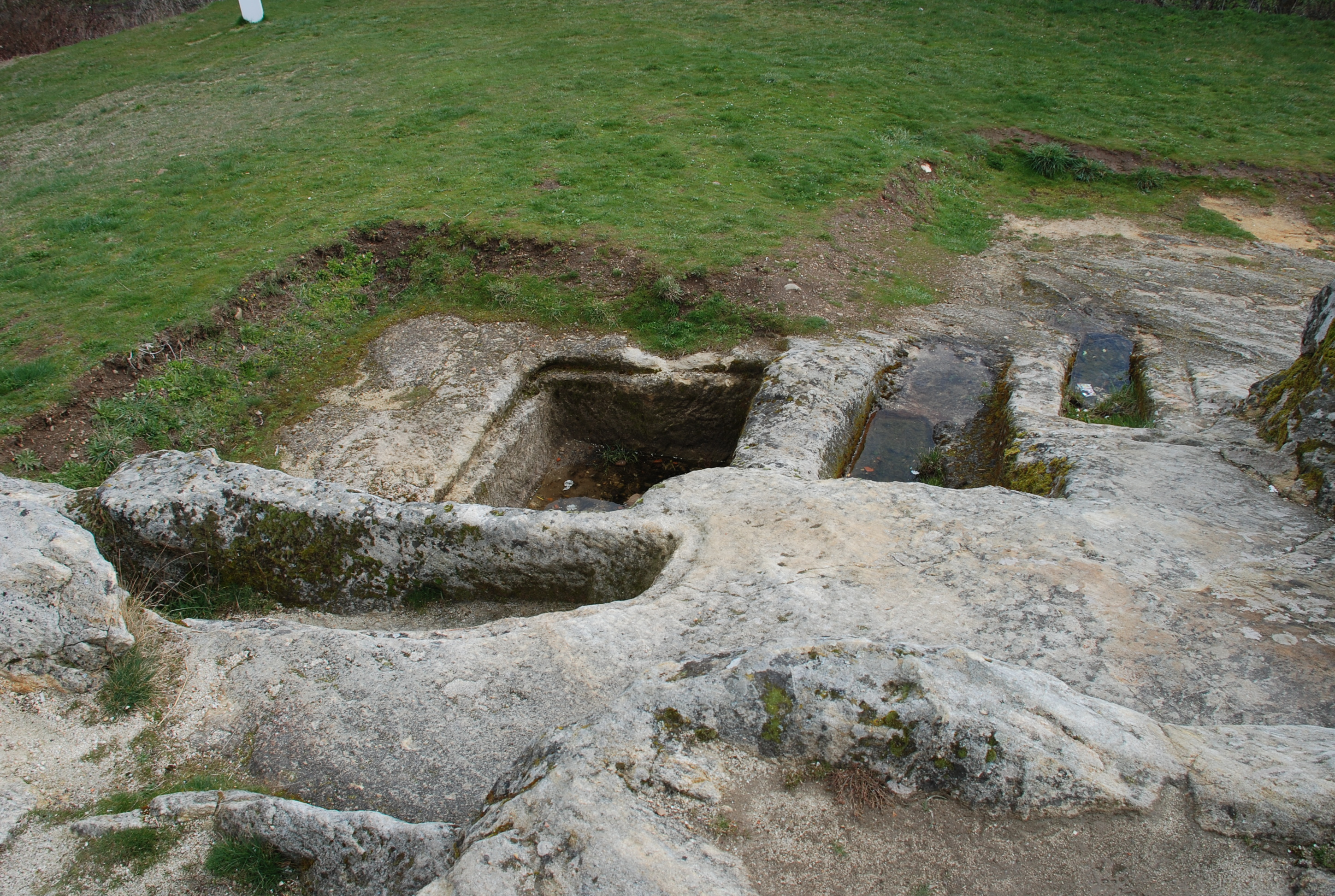
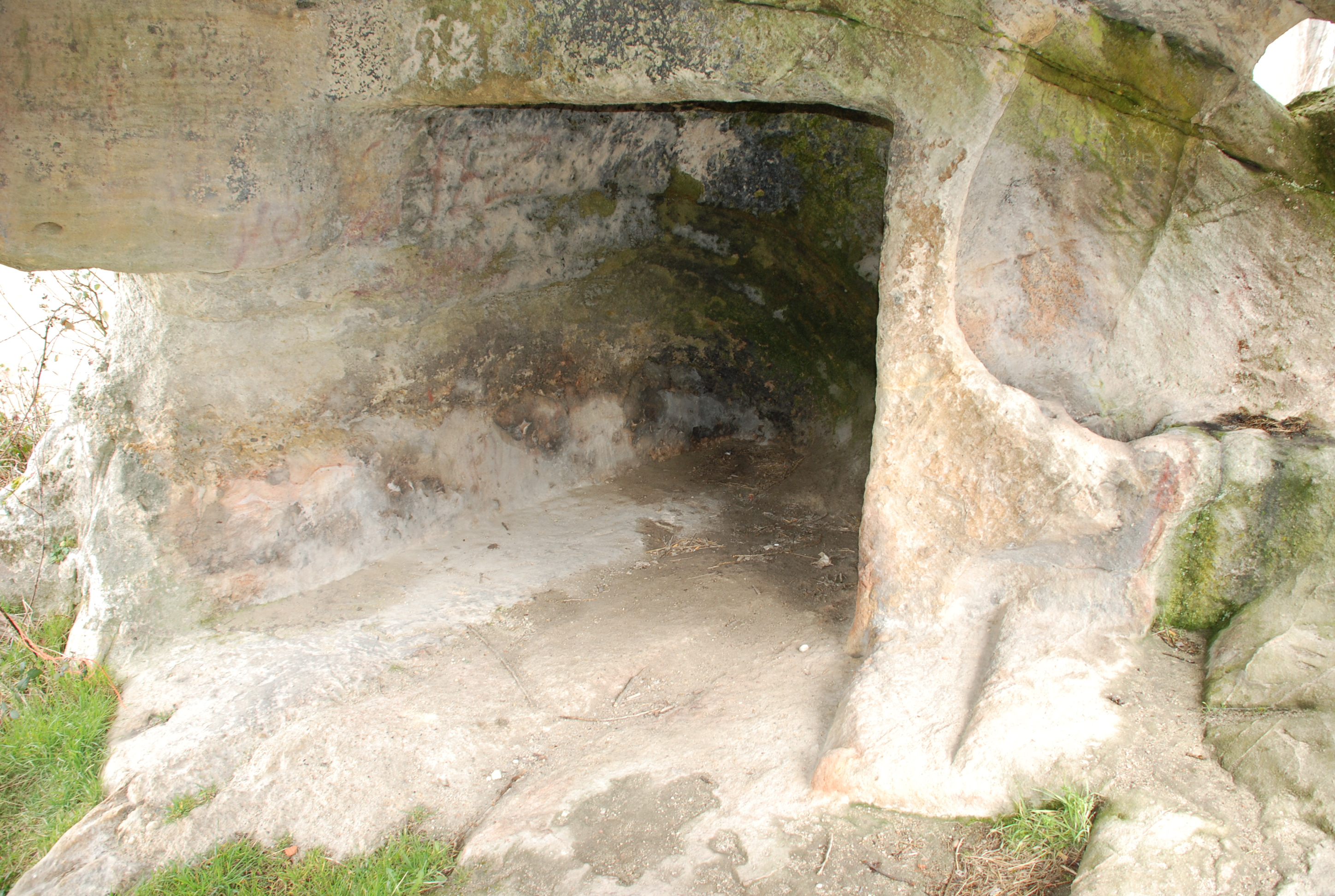
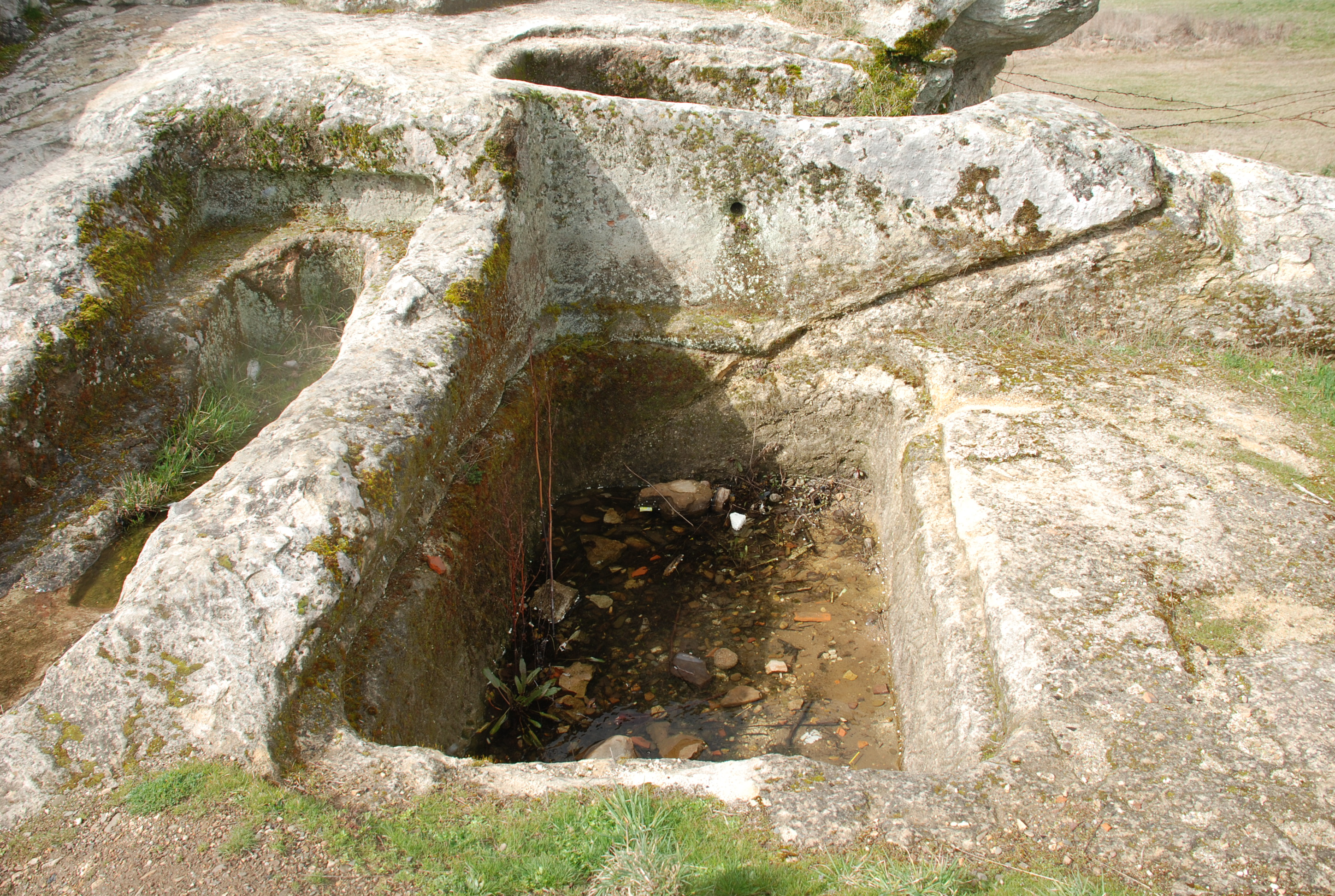
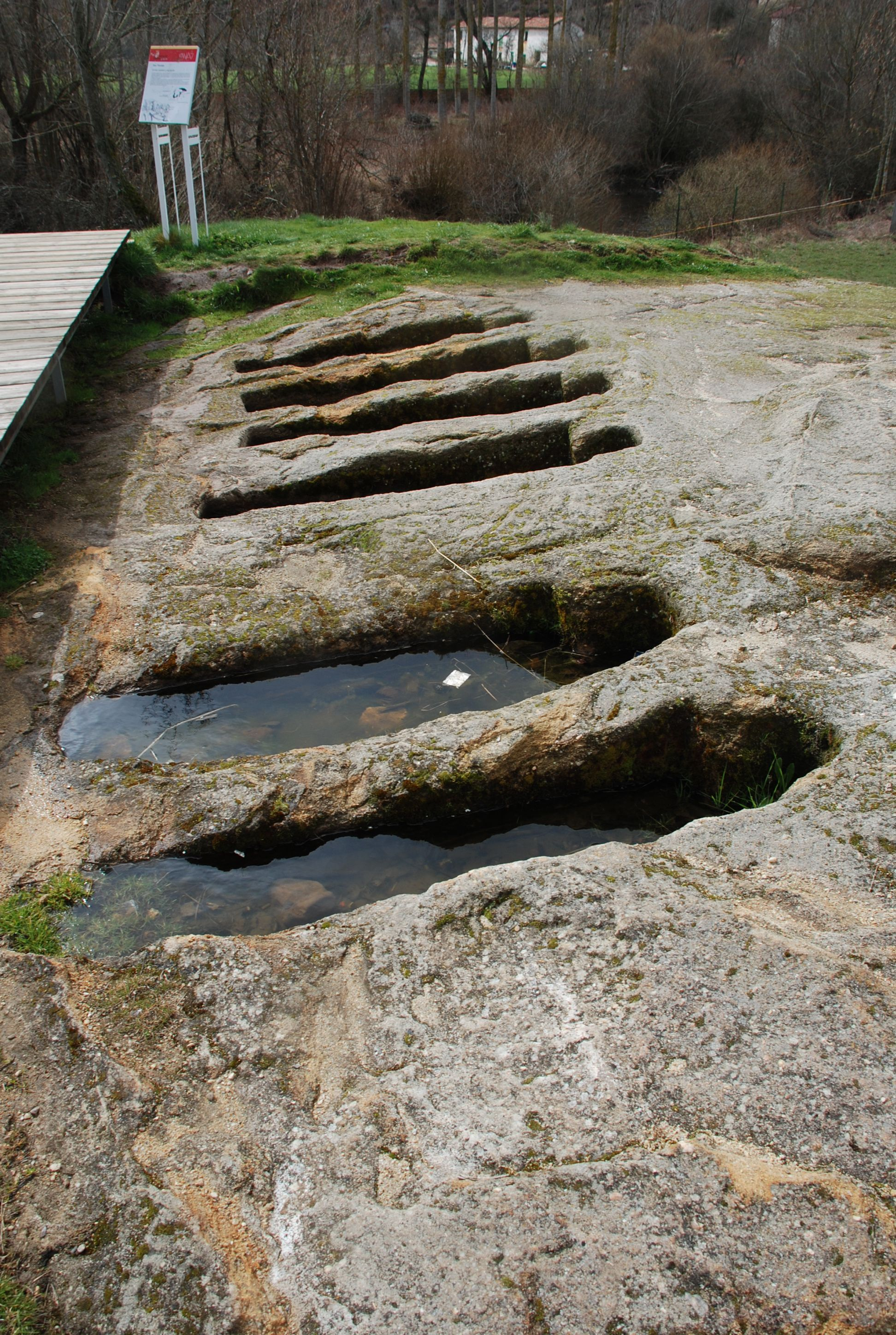
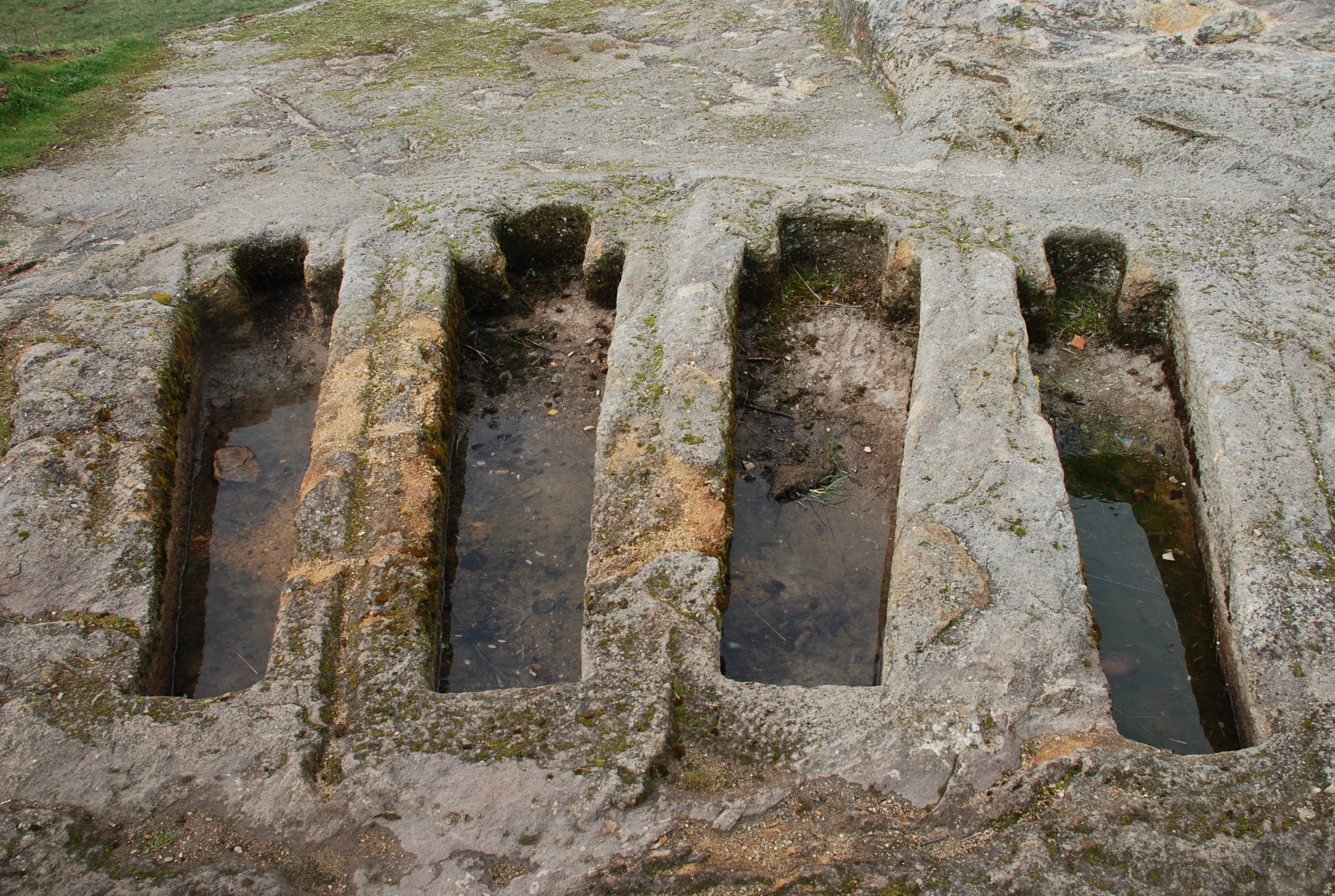